# Браис Мендез
Браис Мендез Портела (шп. Brais Méndez Portela; Мос, 9. јануар 1997) је шпански фудбалер који тренутно наступа за Реал Сосиједад. Игра на позицији везног играча.